# Cathédrale Notre-Dame de Die
Cette  cathédrale n’est pas la seule cathédrale Notre-Dame.
La cathédrale Notre-Dame de Die a été la cathédrale de l’évêché de Die du IVe siècle à 1801. À cette date, l’évêché de Die a été rattaché à celui de Valence.
Elle a été construite au XIIe siècle et fait l’objet d’un classement au titre des monuments historiques par la liste de 1840.

## Histoire
Les premiers édifices épiscopaux ne sont connus que par des mentions d'archives. De la construction romane, la cathédrale conserve un imposant clocher-porche (vers 1160-1180) et le mur sud de la nef (1190-1220). L'édifice fut consacrée en 1250. La sacristie reprend les murs d'un bâtiment plus ancien, probablement du XIe siècle[réf. nécessaire].
Les guerres de Religion du XVIe siècle entrainent l'effondrement des voûtes et de l'abside, la destruction du cloîtres canonial et du baptistère[réf. nécessaire].
Au XVIIe siècle, la reconstruction presque complète est lente. La nouvelle consécration est faite en 1699. Bien que d'architecture classique, les voûtes reçoivent un profil évoquant la croisée d'ogive gothique[réf. nécessaire].
La suppression du siège épiscopal en 1801 réduit les fonds disponible pour sa restauration[réf. nécessaire].
La cathédrale est peu touchée par le grand mouvement historiciste[Quoi ?] du XIXe siècle[réf. nécessaire].
Le porche est restauré au début du XXe siècle, donnant au dernier étage son apparence actuelle[réf. nécessaire].

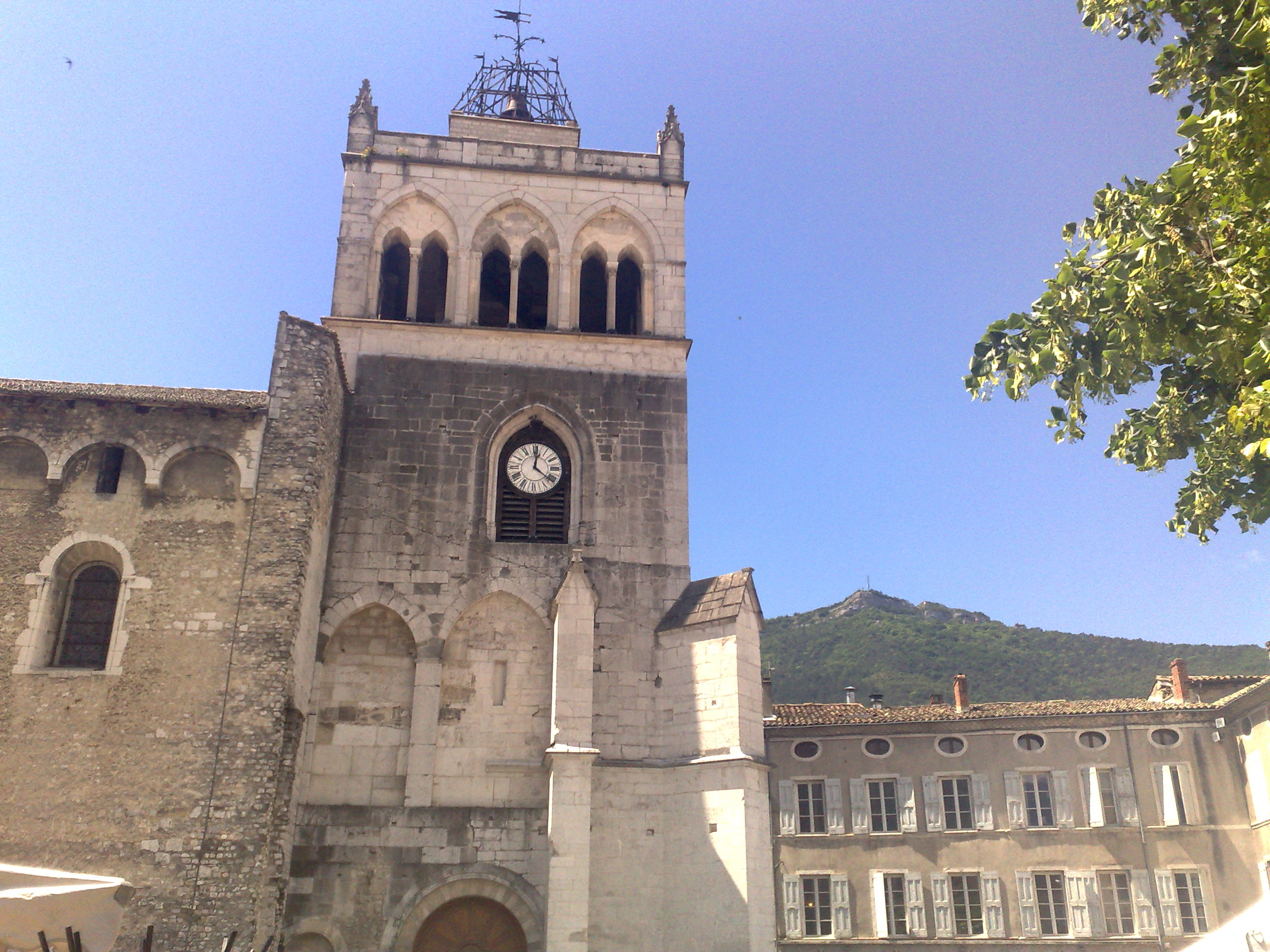
Cathédrale Notre-Dame de Die.
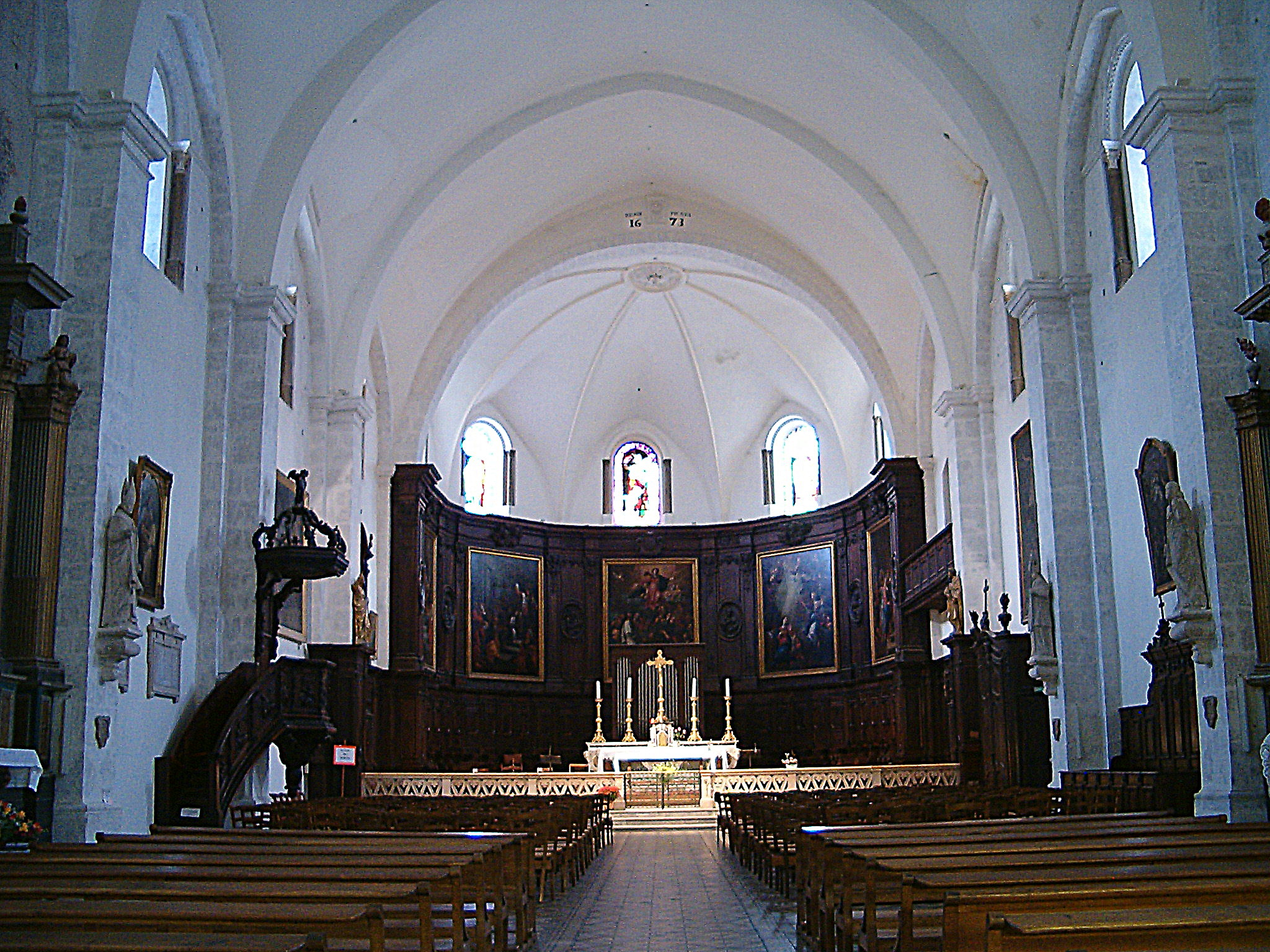
Intérieur de la cathédrale Notre-Dame de Die.
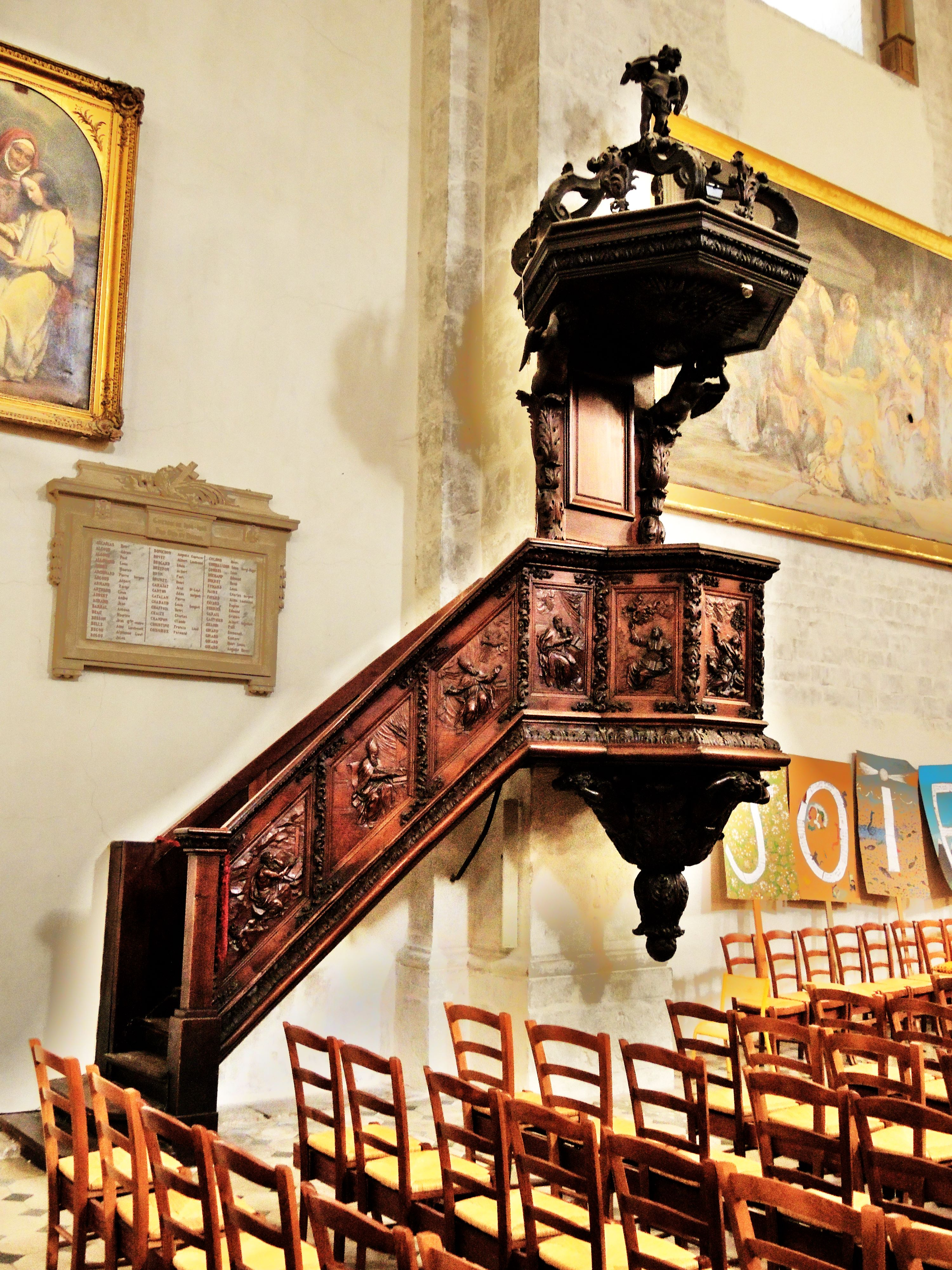
Chaire de la cathédrale.